# Discogobio poneventralis
Discogobio poneventralis är en fiskart som beskrevs av Zheng och Zhou 2008. Discogobio poneventralis ingår i släktet Discogobio och familjen karpfiskar. Inga underarter finns listade i Catalogue of Life.